# Liste der Nummer-eins-Hits in den Rhythmic Airplay Charts (2007)
| Singles |
| --- |
| - Beyoncé – Irreplaceable - 7 Wochen (23. Dezember 2006 – 9. Februar 2007) - Lloyd feat. Lil Wayne – You - 4 Wochen (10. Februar – 9. März) - Mims – This Is Why I’m Hot - 3 Wochen (10. März – 30. März) - Akon – Don’t Matter - 3 Wochen (31. März – 20. April) - T-Pain feat. Yung Joc – Buy U a Drank (Shawty Snappin’) - 10 Wochen (21. April – 29. Juni) - Shop Boyz – Party Like a Rockstar - 1 Woche (30. Juni – 5. Juli) - Sean Kingston – Beautiful Girls - 4 Wochen (6. Juli – 3. August) - T-Pain feat. Akon – Bartender - 2 Wochen (4. August – 17. August) - Fabolous feat. Ne-Yo – Make Me Better - 3 Wochen (18. August – 7. September) - Plies feat. T-Pain – Shawty - 2 Wochen (8. September – 21. September) - Soulja Boy Tell 'Em – Crank That (Soulja Boy) - 6 Wochen (22. September – 2. November) - Chris Brown feat. T-Pain – Kiss Kiss - 6 Wochen (3. November – 14. Dezember) - Alicia Keys – No One - 1 Woche (15. Dezember – 21. Dezember) - Flo Rida feat. T-Pain – Low - 9 Wochen (22. Dezember 2007 – 22. Februar 2008) |